# Opus quadratum

(a) système grec isodome
(b) système grec d'assises de carreaux et de boutisses.

(c) système romain archaïque
(d) système romain d'assises de carreaux et de boutisses.

L'opus quadratum, appareil rectangulaire ou appareil orthogonal  est la technique de construction murale qui utilise des blocs de pierre parallélépipédiques (pour le grand appareil de 70 × 40 × 40 cm) en assise horizontale, sans mortier.
Les assises de pierres de taille ou de marbre, étaient parfois reliées entre elles par de gros goujons de fer, de bronze ou même de bois, et les blocs entre eux par des crampons ou des queues d’aronde.
Des joints au plâtre sont parfois utilisés pour une meilleure répartition des pressions, comme dans l’enceinte hellénistique de Doura Europos.
Quand les pierres sont toutes de tailles identiques on parle alors d'opus quadratum isodome, souvent appliqué aux fortifications ou dans l'architecture grecque ou romaine, à l'opposé des Étrusques.